# Комплекс газових родовищ ГПЗ Гарад
Комплекс газових родовищ ГПЗ Гарад — сукупність саудійських родовищ, що живлять газопереробний завод Гарад.

## Відкриття родовищ
Певний час власні енергетичні потреби Саудівської Аравії покривались за рахунок нафти. Разом з нею отримували великі обсяги попутного газу, який передусім призначався для нафтохімічної промисловості та експорту. Втім, наприкінці 20 століття вирішили залучити до розробки поклади вільного (неасоційованого) газу, застосування якого в енергетиці дозволило б вивільнити значні обсяги нафти. Одним з головних продуцентів цього газу став район Гарад, де знаходиться найпівденніший блок найбільшого в світі нафтового родовища Гавар.
Про існування під Гаваром великих ресурсів газу у належній до верхньої пермі формації Хуфф (Khuff) було відомо давно, проте вони вирізнялись високим вмістом шкідливого сірководню. При цьому в 1982-му буріння під Гарадом виявило наявність газу з низьким вмістом сірководню у належній до нижньої пермі формації Унайза. Перспективність останньої підтвердило відкриття того ж року покладів легкої нафти у структурі Тинат, що лежить на південний схід від Гараду, а в 1984-му виявили газ у структурі Сахба. Це стало однією з підставою проведення у 1990-х роках розвідувальної кампанії на розташовані нижче за Хуфф горизонти, під час якої в 1997-му в районі на південний захід від Гараду виявили значне газоконденсатне родовище у всі тій же формації Унайза.
Окрім Гараду, Тинату та Вакру в цьому районі виявили газові родовища Газал, Вудайхі, Едме, Залма, Мідріках-Нуджайман (Midrikah/Nujayman) та інші.

## Геологічна інформація
Розташована вище формація Хуфф складена переважно карбонатами та евапоритами, які відкладались на циклічно виникаючому мілководді під час трансгресії Аравії в умовах початку формування океану Неотетіс. Розташовані у нижній частині формації Хуфф пісковики та сланці виконують функцію покрівлі для залягаючих нижче відкладень.
Накопичення відкладень Унайзи, що лежить під формацією Хуфф, відбувалось в умовах спокійної континентальної окраїни материка Гондвана. Унайза складається з пісковиків, які сформувались на суходолі алювіальним чи флювіальним шляхом, а також в умовах морського мілководдя.
Материнськими породами виступають відкладення формації Qalibah, яка належить до нижнього силуру та виникла в лландоверійську епоху на тлі трансгресії, до якої призвело танення льодовиків. Розташовані в її нижній частині сланці насичені органічними матеріалами, генерація вуглеводнів з яких почалась в середньому тріасі з нафти та продовжилась за рахунок газів (що триває до теперішнього часу).

## Розробка родовищ
Головним інфраструктурним об'єктом проекту виступає газопереробний завод Гарад, що має розгалужену газозбірну систему.
Втім, частина продукції Гараду (а в перспективі і Мідріках-Нуджайман) надходить до газозбірної мережі ГПЗ Гавія.